# 아제르바이잔 타워
아제르바이잔 타워(영어: Azerbaijan Tower) 고층 빌딩은 아제르바이잔의 수도 바쿠 25 km 남쪽 카자르 섬에 건설될 예정이다. 만약 계획대로 타워가 개장되면 아랍에미리트 두바이에 위치한 부르즈 할리파, 사우디아라비아 지다에 위치한 지다 타워보다 높은, 세계에서 가장 높은 빌딩이 된다.

## 같이 보기
- 지다 타워
- 부르즈 칼리파
- 인디아 타워
- 마천루 목록
- 아제르바이잔의 마천루 목록